# Shinya Uehara
Shinya Uehara (født 29. september 1986) er en japansk fodboldspiller, som spiller for den japanske fodboldklub FC Ryukyu.